# Helga von Brauchitsch
Helga von Brauchitsch (* 27. Oktober 1936 in Aachen als Helga Brenner; † 7. September 2023 in Frankfurt am Main) war eine deutsche Fotografin.

## Leben
Helga von Brauchitsch wurde 1942 in ihrer Heimatstadt Aachen eingeschult, aber bereits 1944–1945 mit ihrer Familie nach Thüringen (Niederwillingen/Arnstadt) evakuiert. 1954 schloss sie die Realschule ab und begann eine kaufmännische Lehre. Sie selbst bezeichnete diese Phase als „Versuch und Irrtum“, denn das Bedürfnis nach kreativer Tätigkeit machte ihr den Umgang mit dem Reglement nüchterner Ökonomie unmöglich. Daher begann sie stattdessen 1955 eine Ausbildung zur Fotografin bei Ann Bredol-Lepper, die sie 1959 abschloss und anschließend für zwei Jahre in der Schweiz arbeitete. Zunächst in Stans (Photohaus Polster), dann in Bern (Atelier Meyer-Henn).
Ab 1962 ging sie nach Frankfurt am Main, um das Studio des verstorbenen Ewald Hoinkis weiterzuführen, wechselte aber bald ins Typo-Studio Gärtner und 1964 in die Werbeabteilung von Klimsch & Co. 1963 heiratete sie Victor von Brauchitsch (* 1940 in Berlin), den sie bei Jazz im Palmengarten kennengelernt hatte, und ihr Sohn Boris von Brauchitsch wurde geboren. Ab 1969 betrieb sie als selbstständige Fotografin ein Atelier mit ihrem Ehemann im Musikantenweg 15 in Frankfurt. Seit 1993 lebte das Paar in Bad Vilbel.

## Werk
Helga von Brauchitsch fotografierte überwiegend in schwarz-weiß. Immer wieder finden sich Fenster, Türen und Spiegelungen, die Ein- und Durchblicke eröffnen und den Motiven eine scheinbare Mehrdimensionalität verleihen. Ihre Fotografie ist nicht dokumentarisch. Menschen bleiben in ihren Fotografien weitgehend außen vor. Als Porträtfotografin wirkte Helga von Brauchitsch lediglich sporadisch in den 1960er und 1970er Jahren, schuf jedoch eine Serie von markanten Bildnissen getrockneter Blätter, die sie vor monochromem Hintergrund wie klassische Studioporträts präsentierte.

## Publikationen (Auswahl)
(überwiegend gemeinsam mit Victor von Brauchitsch)
- Daglüah, Gleia, Glülala (Künstlerbuch, Grafik und Umschlag: Helmut Putzbach), Hamburg 1965
- Fünf Jahreszeiten, Frankfurt am Main 1981
- Auf leisen Pfoten, Freiburg 1984, ISBN 978-3-451-20223-0
- Winter, Würzburg 1986, ISBN 978-3-8003-0283-3
- Spiegelungen, Freiburg 1987, ISBN 3-451-20892-X
- Zum Gedenken. Grabmale in Frankfurt am Main, Frankfurt am Main 1988, ISBN 978-3-7829-0354-7
- Eigenwillige Persönlichkeiten, Hamm 1989
- Engel, Kiel 1990, ISBN 978-3-926048-26-4
- Katzen wie Du und Ich, Hamm 1992, ISBN 978-3-89261-086-1
- Supplementi a colore, Rotenburg 1992
- Treppen. Distanz und Verbindung, Hamm 1996, ISBN 3-89261-155-6
- Kairos, Bad Vilbel 2001
- Portfolio. Edition Galerie Moosgasse, Kempen 2003
- Sichtweite, Heidelberg 2009, ISBN 978-3-86828-049-4

## Ausstellungen (Auswahl)
- 1958 Jugend photographiert, Internationale Photokina-Ausstellung, Köln
- 1984 Fotogalerie, Heinsberg
- 1984 Fotogalerie Gaiser, Weißenhorn
- 1988 L`immagine delle donne, Palazzo S. Galgano, Siena
- 1989 Der beobachtete Beobachter, Kunstverein Mannheim
- 1996 Divertimento, GAFF, Galerie für Fotografie, Rotenburg
- 1996 Von oben herab, Josef-Albers-Museum, Quadrat Bottrop
- 1997 Zwei Jahreszeiten, Galerie Fata Morgana, Kaufbeuren
- 1998 Blätter im Wind, Fotogalerie im Hause Bohl, Eisenach
- 2001 Kairos, Galerie im Kulturzentrum Alte Mühle, Bad Vilbel
- 2003 Remisengalerie im Schloss Philippsruhe, Hanau
- 2004 Schattenjäger, Haus der Fotografie, Hannover
- 2004 El espacio vacio – der leere Raum, Casa de la Cultura, Arrecife
- 2006 Schattenfänger, Kunstverein Alsdorf
- 2010 Dreimal von Brauchitsch. Macht Fotografie glücklich? Fotomuseum Leipzig
- 2016 Fotografie #3, Kunstverein Bad Nauheim